# Superclásico (Argentina)
O Superclásico é como são chamadas as partidas entre Boca Juniors e River Plate, dois dos maiores clubes do futebol argentino, ambos sediados em Buenos Aires. São os clubes que mais vezes conquistaram o Campeonato Argentino e possuem as duas maiores torcidas do país. De acordo com algumas estatísticas, eles comandam mais de 70% de todos os fãs de futebol argentinos entre eles.
O Superclásico é conhecido como um dos dérbis mais ferozes e importantes do mundo. Em 2016, a revista de futebol britânica FourFourTwo considerou o confronto como "o maior dérbi do mundo". No mesmo ano, o The Daily Telegraph classificou essa partida como "a maior rivalidade entre clubes de futebol do mundo", e o Daily Mirror colocou como primeiro em sua lista de 50 maiores dérbis de futebol do mundo.

## História

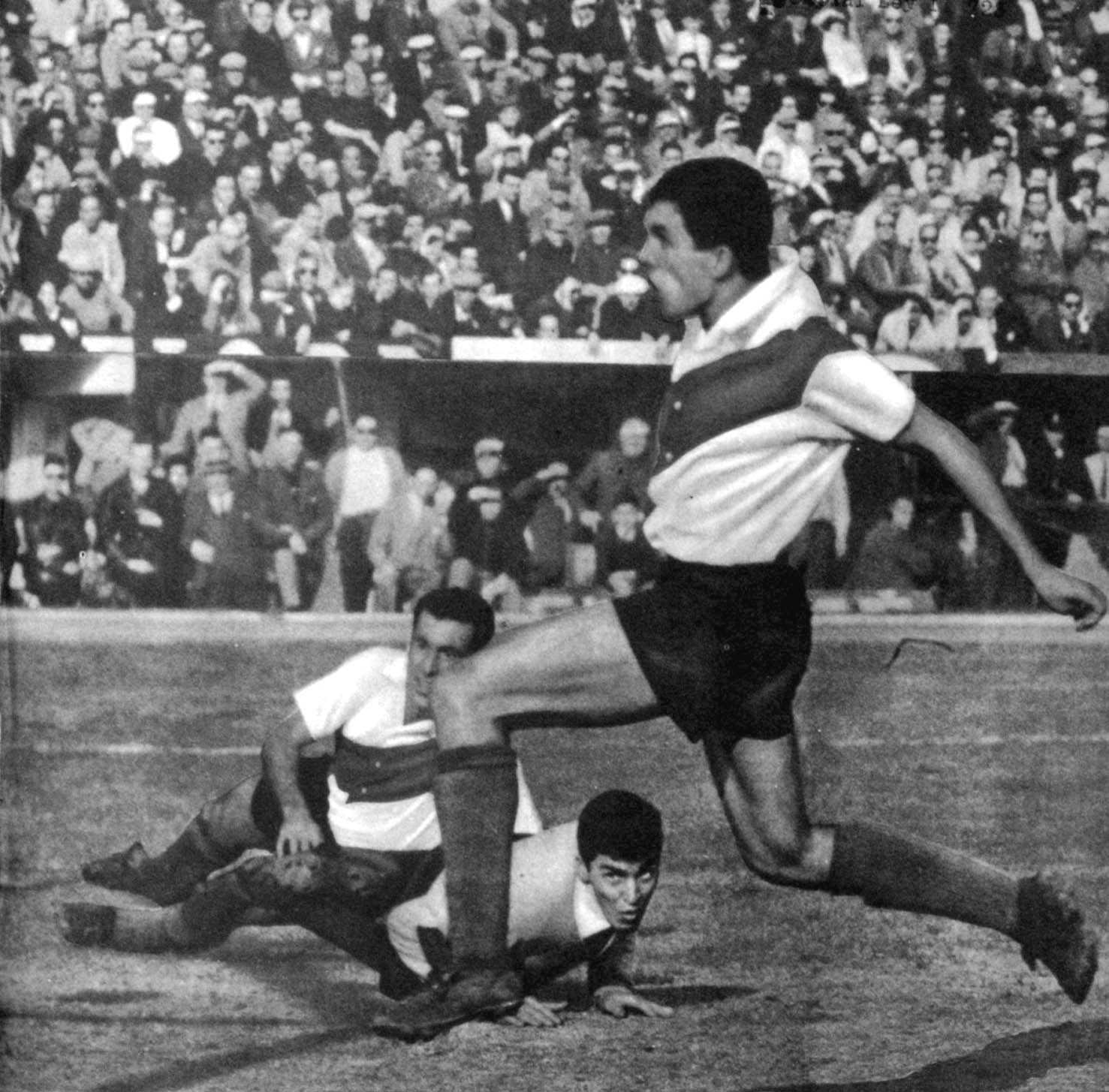
Capa da revista esportiva argentina El Gráfico, de 1962, que mostra uma foto de Luis Artime marcando um gol na vitória do River Plate no Superclásico contra o Boca Juniors por 3 a 1

As rivalidades de Buenos Aires costumam surgir pela proximidade entre dois clubes; alguns pertencem ao mesmo bairro ou são de bairros vizinhos. A rixa entre boquenses e riverplatenses surgiu assim, com os dois lutando pelo valor de melhor representante do bairro de La Boca, onde ambos foram fundados. O River, depois de alguns anos, necessitou mudar de casa, até fixar-se em Belgrano na década de 1920. 
Apesar da grande distância que separa os dois bairros (Belgrano encontra-se ao norte da capital e La Boca, ao sul), o fato só acirrou a rivalidade: os moradores de La Boca, um bairro humilde e operário, não perdoaram o fato de o River ter se mudado para um bairro nobre, sendo adotado pela alta sociedade portenha. A disputa, então, passou a ganhar contornos de "povo versus elite",  o que ainda se mantém, apesar de os dois clubes terem se difundido bastante entre todos os segmentos sociais.
O River Plate é o primeiro colocado do ranking de pontos da Libertadores e o Boca Juniors, o segundo. Em conquistas da Libertadores, o Boca tem seis títulos, e o River, quatro. 
Em títulos mundiais, a vantagem xeneize é de três conquistas contra um do rival, que tem melhor retrospecto no campeonato nacional: venceu 38 vezes o campeonato argentino, 3 a mais que o Boca. Em confrontos direto, os auriazuis têm 91 vitórias, contra 86 dos alvirrubros.

### Libertadores 2018
A final da edição da Copa Libertadores de 2018 foi considerada a maior de todos os tempos da história do torneio e também da história do clássico. No primeiro jogo em La Bombonera, em um jogo bastante disputado e com chances desperdiçadas para os dois lados, a partida terminou com o placar de 2-2. A grande decisão estava marcada para o dia 24 de Novembro no Estádio Monumental de Nuñez.
Mas a segunda partida da grande final da Libertadores acabou sendo adiada para o dia 25 de Novembro, devido à violência extrema dos torcedores do River Plate que apedrejaram o ônibus que transportava os jogadores do Boca Juniors, deixando vários jogadores lesionados, tendo como caso mais grave o capitão do Boca Juniors Pablo Perez, que, com estilhaços de vidro no olho esquerdo, teve de ser levado com urgência para um hospital em Buenos Aires. Também foi atirado gás pimenta no ônibus da equipe, deixando alguns jogadores do Boca Juniors indispostos. Com estes fatores, a CONMEBOL resolveu acatar o que disse o presidente do Boca Juniors e adiar a partida para o dia seguinte .
O jogo acabou sendo mais uma vez adiado, desta vez para o dia 27 de novembro. Os presidentes de ambos clubes se reuniram na CONMEBOL e decidiram realizar o jogo fora da Argentina, e a entidade decidiu que o jogo seria disputado no Santiago Bernabéu, em Madrid, na capital da Espanha, no dia 9 de dezembro as 17h30 (Brasília). O River Plate protestou e publicou um comunicado informando que não considerou a decisão tomada pela entidade, uma vez que ela desnaturaliza a competência, prejudica quem comprou ingresso e afeta a igualdade de condições. O Tribunal de Disciplina da Conmebol negou ao Boca Juniors um pedido para ser declarado campeão da Libertadores sem disputar o jogo de volta. O clube pedia os pontos da partida contra o River Plate. O Tribunal de Disciplina decidiu multar o River Plate em US$ 400 mil (cerca de R$ 1,5 milhão) e punir o clube com dois jogos como mandante com portões fechados em 2019. O protesto do River Plate não deu certo e o segundo jogo acabou sendo disputado em Madrid e terminou com uma vitória de 3-1 para o River Plate na prorrogação. Essa foi a quarta conquista da Libertadores dos Millonarios, igualando o também argentino Estudiantes em títulos da competição.

### Libertadores 2019
River Plate e Boca Juniors fizeram o primeiro jogo das semifinais da Libertadores de 2019 no dia 1.º de outubro, no Monumental de Núñez. A partida de volta foi marcada para o dia 22 de outubro, na Bombonera.
O tão aguardado clássico que abriu a semifinal da Libertadores 2019 não teve o equilíbrio de outros tempos. No Monumental de Núñez, o River Plate foi muito superior ao Boca Juniors e abriu boa vantagem a caminho da decisão de Santiago. Borré e Ignacio Fernández, um em cada tempo, fizeram os gols da partida: 2 a 0 - e cabia mais. Logo aos seis minutos, o River teve um pênalti marcado a seu favor com auxílio do VAR. Borré sofreu e converteu, abrindo caminho para a superioridade dos donos da casa. O time de Marcelo Gallardo teve mais a bola, ocupou os espaços no campo de ataque, mas não conseguiu ampliar no primeiro tempo. Além disso, viu o Boca, que abusava dos chutões, criar uma única grande chance, inacreditavelmente perdida por Capaldo, sozinho na área após passe de Ábila. Na volta do intervalo, a pouca inspiração do Boca Juniors continuou, e os dez primeiros minutos foram mornos. Mas a partir disso o que se viu foi um jogo de um time só. Montiel acertou a trave, a defesa quase se complicou em cruzamento de De La Cruz, e o segundo gol do River passou a ser questão de tempo. Em boa jogada de Fernández, Suárez cruzou bem para o meia deslocar Andrada e balançar a rede. O goleiro do Boca ainda foi exigido mais vezes, mas o jogo terminou "só" com o 2 a 0.
Uma Bombonera pulsando apoio ao Boca durante todo o jogo não foi suficiente para levar os donos da casa para a final da Copa Libertadores. Assim como na decisão do ano passado, o River Plate saiu comemorando após o apito final. Como era de se esperar, Boca e River começou tenso. Mesmo jogando na Bombonera, os donos da casa tinham dificuldades de propor o jogo e apostou mais nas bolas áereas. Já o River, por outro lado, parecia satisfeito com a vantagem e por vezes tentou retardar a partida. Os visitantes até criaram e mostraram mais qualidade, mas faltou efetividade e até mesmo vontade de partir para cima do Boca. A pressão do Boca finalmente surtiu efeito e Hurtado abriu o placar aos 34 minutos. O atacante, que entrou na etapa final, completou o cruzamento de Lisandro López, seguido da falha de Zárate. E aí foi um Deus nos acuda. Se o River já fazia cera antes do gol, depois continuou ainda mais. E se o Boca já tentava jogadas pelo alto, quando viu que deu certo, apostou mais ainda nesse estilo. Mas foi só aquela vez. O River Plate segurou a pressão e saiu da Bombonera com a classificação para a grande final e confirmando sua hegemonia contra o maior rival na era Gallardo.

## Torcida
Pesquisa realizada em 2012 pela consultoria Equis em todo o país. Difundida na transmissão oficial "Futebol Para Todos".
| Equipe       | Metropolitana | Pampas | Patagônia | Noroeste | Cuyo   | Mesopotâmia e Chaco | Total                 |
| ------------ | ------------- | ------ | --------- | -------- | ------ | ------------------- | --------------------- |
| Boca Juniors | 40,4 %        | 33,8 % | 44,1 %    | 45,0 %   | 45,0 % | 47,7 %              | 44,4 % - 17.8 milhões |
| River Plate  | 30,1 %        | 28,5 % | 39,8 %    | 42,6 %   | 40,7 % | 48,0 %              | 32,0 % - 13.2 milhões |

- O recorde de público do Superclássico anterior à ampliação do Estádio Monumental do River Plate no ano de 2023 é de 69.099 pagantes em final histórica disputada no Estádio Juan Domingo Perón em 22 de dezembro de 1976.[9] e vencida pelo Boca por 1 a 0.[10]

- Após a reforma do estádio do River Plate em 2023 o recorde de público é de 84.567 torcedores no empate por 1 a 1 em 25 de fevereiro de 2024.[11][12]

## Estatísticas
| Tipo                      | Competição                  | Partidas | Vitórias do Boca | Empates | Vitórias do River | Gols do Boca | Gols do River |
| ------------------------- | --------------------------- | -------- | ---------------- | ------- | ----------------- | ------------ | ------------- |
| Liga nacional             | Campeonato Argentino        | 216      | 78               | 65      | 73                | 292          | 277           |
| Copas nacionais           | Copa Argentina              | 1        | 0                | 1       | 0                 | 0            | 0             |
| Copas nacionais           | Copa Competência            | 3        | 0                | 1       | 2                 | 3            | 6             |
| Copas nacionais           | Copa Centenario de la AFA   | 2        | 0                | 1       | 1                 | 0            | 1             |
| Copas nacionais           | Copa Adrián Escobar         | 1        | 0                | 1       | 0                 | 0            | 0             |
| Copas nacionais           | Copa Britânica              | 1        | 1                | 0       | 0                 | 2            | 0             |
| Copas nacionais           | Supercopa Argentina         | 1        | 0                | 0       | 1                 | 0            | 2             |
| Copas nacionais           | Copa de la Liga Profesional | 7        | 2                | 4       | 1                 | 9            | 9             |
| Continental (CONMEBOL)    | Copa Libertadores           | 28       | 11               | 8       | 9                 | 32           | 26            |
| Continental (CONMEBOL)    | Copa Sul-Americana          | 2        | 0                | 1       | 1                 | 0            | 1             |
| Continental (CONMEBOL)    | Supercopa Libertadores      | 2        | 0                | 2       | 0                 | 1            | 1             |
| Total (partidas oficiais) | Total (partidas oficiais)   | 264      | 92               | 84      | 88                | 339          | 323           |

| Amistosos       | NP  | VB | E  | VR | BGols | RGols |
| --------------- | --- | -- | -- | -- | ----- | ----- |
| Jogos amistosos | 124 | 46 | 37 | 41 | 162   | 145   |

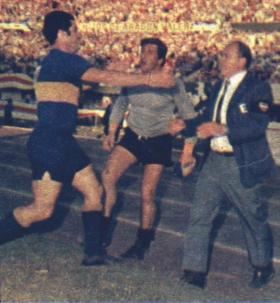
Alfredo Di Stéfano foi um grande ídolo do River Plate, mas também já esteve no Boca Juniors. Aqui, Di Stéfano (à direita, de terno) como técnico do Boca, comemora com seus jogadores a vitória sobre o River, em 1969

- Maior artilheiro do Boca Juniors: Paulo Valentim , 10 gols;
- Maior artilheiro do River Plate: Ángel Labruna, 16 gols;
- As maiores goleadas deste clássico foram de 5 a 1, a favor do River em seu estádio Monumental de Nuñes em 1941, e 5 a 0 a favor do Boca em seu estádio em 2015;
- Reinaldo Merlo, do River Plate, é o jogador que mais vezes disputou o Superclasico: 42 jogos entre 1969 e 1984.

## Comparativo de títulos
Abaixo a lista de títulos conquistados por Boca Juniors e River Plate nas competições nacionais e internacionais comuns aos dois clubes ao longo da história.
| Tipo             | Competição                   | Boca Juniors | River Plate |
| ---------------- | ---------------------------- | ------------ | ----------- |
| Nacional         | Campeonato Argentino         | 35           | 38          |
| Nacional         | Copas nacionais da Argentina | 17           | 16          |
| Internacional    | Copa Aldao                   | 0            | 5           |
| Internacional    | Copa Suruga Bank             | 0            | 1           |
| Internacional    | Copa de Competência          | 1            | 1           |
| Internacional    | Copa de Honor                | 1            | 0           |
| Internacional    | Copa Confraternidad          | 2            | 0           |
| Continental      | Copa Libertadores            | 6            | 4           |
| Continental      | Copa Sul-Americana           | 2            | 1           |
| Continental      | Recopa Sul-Americana         | 4            | 3           |
| Continental      | Supercopa Libertadores       | 1            | 1           |
| Continental      | Copa de Ouro Nicolás Leoz    | 1            | 0           |
| Continental      | Copa Master da Supercopa     | 1            | 0           |
| Intercontinental | Copa Interamericana          | 0            | 1           |
| Mundial          | Copa Intercontinental        | 3            | 1           |
| Total:           | Total:                       | 74           | 72          |